# 山浦鉄四郎
山浦 鉄四郎（やまうら てつしろう、天保14年（1843年） - 明治12年（1879年））は、幕末の武士。新撰組に加入したとされる会津藩士。
会津藩士で、池田屋事件の後に松平容保が新撰組に派遣した藩士の1人。藤堂平助とは「懇親なる友人」だったとされる（桑名藩士の小山正武による『史談会速記録』）。会津戦争では会津軍に参戦して負傷した。明治時代には西周の塾生であったと記録されている（『史談会速記録』）。明治12年（1879年）に36歳で病死。

## 登場作品
小説
- 天野純希 『戊辰繚乱 』 新潮社